# Карл Албрехт (Ортенбург)
Карл Албрехт фон Ортенбург (на немски: Karl Albrecht, Graf zu Ortenburg) е имперски граф на Ортенбург (1776 – 1787), граф на Крихинген и Пютинген.

## Биография
Роден е на 30 юни 1743 година в Ортенбург. Той е най-големият син (от 14-те деца) на имперски граф Карл III фон Ортенбург (1715 – 1776) и съпругата му графиня Луиза София фон Залм, вилд-и Рейнграфиня в Райнграфенщайн (1719 – 1766), дъщеря на граф, вилд-и Рейнграф Йохан Карл Лудвиг фон Салм-Рейнграфенщайн (1686 – 1740) и графиня София Магдалена фон Лайнинген (1691 – 1727).
През 1763 г. Карл Албрехт фон Ортенбург започва военна служба в кралската пруска войска. Служи там до 1776 г. накрая като майор. Неговите по-малки братя Лудвиг Емануел и Кристиан Фридрих постъпват също на пруска военна служба.
След смъртта на баща му Карл III през 1776 г. Карл Албрехт става управляващ граф на Имперското графство Ортенбург.
Карл Албрехт фон Ортенбург умира на 5 февруари 1787 г. на 43-годишна възраст в дворец Нойбург ам Ин в Долна Бавария, при посещение при епископа на Пасау Йозеф Франц Антон фон Ауершперг. Погребан е в евангелската гробница в „Маркт-църквата“ в Ортенбург.
След смъртта му неговата съпруга графиня Кристиана Луиза фон Залм, вилд-и Рейнграфиня в Гаугревайлер, Райнграфенщайн поема опекунски управлението на Имперското графство Ортенбург, докато синът им Йозеф Карл става пълнолетен през 1801 г. Скоро той разбира, че майка му е направила задължения от повече от 200 000 гулдена чрез луксозния си живот. Той изпраща майка си в Пасау и ѝ дава много малка рента за живеене. През неговото управление господството Ортенбург е сменено с новото Графство Ортенбург-Тамбах с Курфюрство Бавария и се прекратява Свещената Римска империя на немските нации.

## Фамилия
Карл Албрехт фон Ортенбург се жени на 8 октомври 1779 г. за графиня Кристиана Луиза фон Залм, вилд-и Рейнграфиня в Гаугревайлер, Райнграфенщайн (* 21 декември 1753; † 27 октомври 1826), дъщеря на френския генерал граф, вилд-и Рейнграф Карл Магнус фон Рейнграфенщайн (1718 – 1793) и графиня Йохана Лудовика фон Залм, вилд-и Рейнграфиня в Даун (1723 – 1780). Те имат четири деца:
- Йозеф Карл Леополд Фридрих Лудвиг (* 30 август 1780, Ортенбург; † 28 март 1831 в дворец Тамбах), имперски граф на Ортенбург (1787 – 1805), граф и господар на Ортенбург-Тамбах (1805 – 1831)
- Луиза Каролина (* 15 януари 1782, Ортенбург; † 15 декември 1847, Аугсбург), омъжена I. на 25 юни 1804 г. (развод във Вюрцбург 29 септември 1811) за граф Кристиан Фридрих фон Кастел-Рюденхаузен (1772 – 1850), II. 1814 г. за Франц Антон Игнац фон Тауфкирхен-Ибм (1782 – 1857)
- София Мария Вилхелмина (* 16 ноември 1784; † 31 януари 1854, Клееберг), омъжена на 20 юни 1802 г. за граф Леополд Ернст фон Тауфкирхен-Клееберг (1781 – 1860)
- Фридерика Августа (* 22 април 1786; † 8 октомври 1857), омъжена на 9 октомври 1806 г. за граф Карл Александер фон Пюклер-Лимпург (1782 – 1843)